# Видор, Чарльз
Ча́рльз (Карой) Ви́дор (англ. Charles Vidor, венг. Vidor Károly; 27 июля 1900 — 4 июня 1959) — американский кинорежиссёр венгерского происхождения.

## Биография
Чарльз (первоначально — Карой) Видор родился в Будапеште в еврейской семье. Режиссурой занялся в конце 1920-х годов, с появлением звукового кино. Во время Первой мировой войны служил в австро-венгерской армии.
Его наиболее знаменитые фильмы — это «Девушка с обложки» (1944), «Гильда» (1946), «Лебедь» (1956) и «Прощай, оружие!» (1957). В 1958 году он был членом жюри на Каннском кинофестивале.
За свой вклад в киноискусство он удостоен именной звезды на голливудской «Аллее славы», по Голливуд Бульвар 6676.
Видор был женат четыре раза: на Фрэнсис Видор (1927—1931), Карен Морли (1932—1943), Эвелин Кейс (1943—1945) и Дорис Уорнер 1945—1959 (до своей смерти). У него было трое сыновей — Квентин, Брайан и Майкл.
Чарльз Видор умер в Вене от инфаркта через три недели после начала съемок. Он был похоронен в еврейском кладбище «Хоум оф плис» в Восточном Лос-Анджелесе.

## Режиссёрские работы
- 1960 — Нескончаемая песня (завершён Дж. Кьюкором)
- 1957 — Прощай, оружие!
- 1957 — Джокер
- 1956 — Лебедь
- 1955 — Люби меня или покинь меня
- 1954 — Рапсодия
- 1952 — Ханс Кристиан Андерсен
- 1948 — Любовники Кармен
- 1946 — Гильда
- 1944 — Девушка с обложки
- 1941 — Дамы в уединении
- 1940 — Та самая дама
- 1939 — Тупик
- 1932 — Маска Фу Манчу (был уволен вскоре после начала съёмок, фильм заканчивал Ч. Брэбин)